# Diego Costa
Diego da Silva Costa (n. 7 octombrie 1988, Lagarto, Sergipe, Brazilia) este un fotbalist brazilian și spaniol liber de contract, care joacă pe post de atacant. Pe plan internațional, are prezențe la națională pentru Brazilia și Spania.

## Palmares

### Club
Atlético Madrid
- Liga Campionilor UEFA

Finalist: 2013-14
- Supercupa Europei (2): 2010, 2012
- La Liga: 2013–14
- Copa del Rey (1): 2012–13
- Supercopa de España

Finalist: 2013

### Individual
- Golgheter — Copa del Rey: 2012–13

## Statistici de club
La 3 aprilie 2015
| Club            | Sezon                 | Campionat             | Campionat | Campionat | Cupă    | Cupă   | Continental | Continental | Total   | Total  |
| Club            | Sezon                 | Campionat             | Meciuri   | Goluri    | Meciuri | Goluri | Meciuri     | Goluri      | Meciuri | Goluri |
| --------------- | --------------------- | --------------------- | --------- | --------- | ------- | ------ | ----------- | ----------- | ------- | ------ |
| Penafiel        | 2006–07               | Liga de Honra         | 13        | 5         | 1       | 0      | —           | —           | 14      | 5      |
| Braga           | 2006–07               | Primeira Liga         | 7         | 0         | 1       | 0      | 2           | 1           | 10      | 1      |
| Celta           | 2007–08               | Segunda División      | 30        | 5         | 1       | 0      | —           | —           | 31      | 5      |
| Albacete        | 2008–09               | Segunda División      | 35        | 9         | 1       | 0      | —           | —           | 36      | 9      |
| Valladolid      | 2009–10               | La Liga               | 34        | 8         | 2       | 1      | —           | —           | 36      | 9      |
| Atlético Madrid | 2010–11               | La Liga               | 28        | 6         | 5       | 1      | 6           | 1           | 39      | 8      |
| Rayo Vallecano  | 2011–12               | La Liga               | 16        | 10        | 0       | 0      | —           | —           | 16      | 10     |
| Atlético Madrid | 2012–13               | La Liga               | 31        | 10        | 8       | 8      | 5           | 2           | 44      | 20     |
| Atlético Madrid | 2013–14               | La Liga               | 35        | 27        | 8       | 1      | 9           | 8           | 52      | 36     |
| Atlético Madrid | Total Atlético Madrid | Total Atlético Madrid | 94        | 43        | 21      | 10     | 20          | 11          | 135     | 64     |
| Chelsea         | 2014–15               | Premier League        | 22        | 18        | 3       | 0      | 5           | 0           | 30      | 18     |
| Total carieră   | Total carieră         | Total carieră         | 249       | 97        | 30      | 11     | 27          | 12          | 308     | 122    |

## Internațional
La 20 iunie 2014.
| Brazilia | Brazilia | Brazilia |
| An       | Meciuri  | Goluri   |
| -------- | -------- | -------- |
| 2013     | 2        | 0        |
| Total    | 2        | 0        |

| Spania | Spania  | Spania |
| An     | Meciuri | Goluri |
| ------ | ------- | ------ |
| 2014   | 7       | 1      |
| Total  | 7       | 1      |